# Ben Parker
Ben Parker (ur. 15 listopada 1987 w Pontefract) – angielski piłkarz występujący na pozycji lewego obrońcy. Obecnie gra w Leeds United.

## Kariera klubowa
Ben Parker jest wychowankiem Leeds United, barwy którego reprezentował jeszcze jako junior. Później został przeniesiony do pierwszej drużyny „Pawi", jednak pełnił w niej rolę rezerwowego. W 2006 roku został wypożyczony do Bradford City, dla którego rozegrał 39 ligowych pojedynków. W 2007 roku Parker powrócił na Elland Road, jednak jego sytuacja w zespole nie uległa zmianie. 18 maja tego samego roku Anglik przedłużył swój kontrakt z Leeds. Parker w drużynie "The Whites” zadebiutował 14 sierpnia w wygranym 1:0 meczu z Macclesfield Town w ramach rozgrywek Carling Cup. W lidze zadebiutował 18 sierpnia w zwycięskim 4:1 spotkaniu przeciwko Southend United.
W lutym 2008 roku Parker został na miesiąc wypożyczony do Darlington, w barwach którego zadebiutował 1 marca w wygranym, 3:1 pojedynku z Brentford. 27 marca angielski zawodnik przedłużył wypożyczenie do Darlington do końca sezonu. Na sezon 2008/2009 Parker powrócił do Leeds i 17 listopada w meczu FA Cup przeciwko drużynie Northampton Town strzelił swojego pierwszego gola dla "The Whites".

## Kariera reprezentacyjna
Parker jest byłym reprezentantem młodzieżowych reprezentacji Anglii. Grał w drużynach do lat 17, 18, i 19.